# Square de Padirac
Le square de Padirac est une voie du 16e arrondissement de Paris, en France.

## Situation et accès
Le square de Padirac est une voie située dans le 16e arrondissement de Paris. Il débute au 108-116, boulevard Suchet et se termine au 17-25, avenue du Maréchal-Lyautey.

## Origine du nom
Il porte le nom du gouffre de Padirac, situé près de Padirac dans le causse de Gramat, dans le département du Lot.

## Historique
Ce square est ouvert et prend sa dénomination actuelle en 1932 sur l'emplacement du bastion no 62 de l'enceinte de Thiers.

## Bâtiments remarquables et lieux de mémoire
Le square Alfred-Capus et le bois de Boulogne sont situés à proximité de la voie.